# Ray Austin
Pour les articles homonymes, voir Austin.
Ray Austin (ou Raymond Austin) est un réalisateur et acteur britannique, né à Londres (Royaume-Uni) le 5 décembre 1932 et mort le 17 mai 2023.

## Biographie
D'abord cascadeur, il coordonne pour la télévision, de 1965 à 1967, les cascades de tous les épisodes des saisons 4 et 5 de Chapeau melon et bottes de cuir (première série). Sur la saison 6 suivante de cette série, en 1968, il dirige deux épisodes et commence alors une carrière de réalisateur, principalement d'épisodes de séries télévisées (Le Saint, Magnum, Cosmos 1999...), mais aussi de quelques téléfilms. 
Au cinéma, il réalise quatre films entre 1970 et 1973 et deviendra en outre metteur en scène de pièces de théâtre.
Il sera également acteur, plus occasionnellement, au cinéma à partir de 1962, puis à la télévision à partir de 1965 (il apparaîtra ainsi dans trois épisodes de la série Chapeau melon et bottes de cuir pré-citée).

## Filmographie partielle

### comme réalisateur

#### au cinéma
- 1970 : It's the only Way to go
- 1971 : 1000 Convicts and a Woman
- 1972 : Les Collines du plaisir (Virgin Witch)
- 1973 : House of the Living Dead

#### à la télévision
(séries, sauf mention contraire)
- 1968 : Première série Chapeau melon et bottes de cuir (The Avengers), Saison 6 : Épisode 8 Miroirs (All Done with Mirrors) ; Épisode 12 Un dangereux marché (Have Guns - Will Haggle).
- 1968 : Le Saint (The Saint), Saison 6 : Épisode 5 Un diplomate disparu (The Desperate Diplomat) ; Épisode 14 Les Immigrants (The People Importers).
- 1968-1969 : Les Champions (The Champions), 3 épisodes (réalisateur de seconde équipe)
- 1969 : Département S (Department S), 4 épisodes
- 1969-1970 : Mon ami le fantôme [Randall and Hopkirk (Deceased)], 6 épisodes
- 1973-1974 : Prince noir (The Adventures of Black Beauty), 2 épisodes
- 1975-1976 : Cosmos 1999 (Space : 1999) :
  - Saison 1 : Épisode 4 L'Anneau de la Lune (Ring around the Moon) ; Épisode 7 Le Maillon (Missing Ling) ; Épisode 10 L'Enfant d'Alpha (Alpha Child) ; Épisode 13 Collision inévitable (Collision Course) ; Épisode 16 Au bout de l'éternité (End of Eternity) ; Épisode 19 En désarroi (The Troubled Spirit) ; Épisode 22 La Mission des Dariens (Mission of the Darians) ;
  - Saison 2 : Épisode 2 Les Exilés (The Exiles) ; Épisode 9 Tout ce qui reluit (All that Glisters).
- 1976 : Journey through the Black Sun, téléfilm
- 1976-1977 : Seconde série Chapeau melon et bottes de cuir (The New Avengers) :
  - Saison 1 (1976) : Épisode 2, Le Château de cartes (House of Cards) ; Épisode 6 Cible (Target!) ; Épisode 10 Le Monstre des égouts (Gnaws) ; Épisode 13 Jeu à trois mains (Three Handed Game) ;
  - Saison 2 (1977) : Épisode 3 Steed et la voyante (The Medium Rare) ; Épisode 4 Le Lion et la licorne (The Lion and the Unicorn) ; Épisode 6 Le Piège (Trap).
- 1978 : Les Professionnels (The Professionals), 2 épisodes
- 1978 : Le Retour du Saint (Return of the Saint), Épisode 12 Feu rouge (Signal Stop)
- 1979 : Wonder Woman, Saison 3, Épisode 16 Chanteur et maître-chanteur (Amazon Hot Wax)
- 1979 : Pour l'amour du risque (Hart to Hart), Saison 1 : Épisode 3 Passeport pour l'assassin (Passport to Murder) ; Épisode 4 Jonathan Hart junior (Jonathan Hart Jr.)
- 1981-1986 : Magnum (Magnum, P.I.), 14 épisodes
- 1983 : Le Retour des agents très spéciaux (The Return of the Man from U.N.C.L.E. : The Fifteen Years Later Affair), téléfilm
- 1984 : L'Homme qui tombe à pic (The Fall Guy), Saison 4, Épisode 12 Le Vainqueur (The Winner)
- 1987 : Le Retour de l'homme qui valait trois milliards et de Super Jaimie (The Return of the Six-Million-Dollar-Man and the Bionic Woman), téléfilm
- 1988 : Les Douze Salopards (Dirty Dozen : The Series), Épisode Don Danko
- 1990-1993 : Zorro (Zorro), 42 épisodes
- 1996-1997 : JAG, 7 épisodes
- 1999 : Les Nouveaux Professionnels (CI5 : The New Professionals), 3 épisodes

### comme acteur

#### au cinéma
- 1962 : La Solitude du coureur de fond (The Loneliness of the Long Distance Runner) de Tony Richardson
- 1963 : Hôtel International (The V.I.P.s) d'Anthony Asquith (non crédité)
- 1964 : Clash by Night de Montgomery Tully

#### à la télévision
(séries)
- 1963-1964 : Ghost Squad, 8 épisodes
- 1963-1967 : Le Saint (The Saint) :
  - Saison 2 : Épisode 1 Le Compagnon de voyage (The Fellow Traveller) ; Épisode 10 Les diamants bruts (The Rough Diamonds) (1963) ;
  - Saison 3, Épisode 13 La Demoiselle en détresse (The Damsel in Distress) (1964) ;
  - Saison 5 : Épisode 5 Le Trésor du pirate (The Helpful Pirate) (1966) ; Épisode 24 Copies conformes (A Double in Diamonds) (non crédité) (1967).
- 1965 : Première série Chapeau melon et bottes de cuir (The Avengers), Saison 4 : Épisode 2 Les Fossoyeurs (The Gravediggers) ; Épisode 6 Les Aigles (The Master Minds) (non crédité) ; Épisode 9 L'Heure perdue (The Hour that never was) (non crédité) ;
- 1981-1985 : Magnum (Magnum, P.I.) :
  - Saison 1, Épisode 6 L'Orchidée noire (The Black Orchid) (1981) ;
  - Saison 5, Épisode 19 Madame Jones (Mrs. Jones) (1985).
- 2006 : Prison Break, Saison 1 : Épisode 14 Comme un rat (The Rat)